# Сподња Идрија
Сподња Идрија (словен. Spodnja Idrija, итал. Idria di Sotto) је насељено место у општини Идрија, Горишка регија, Словенија.

## Историја
До територијалне реорганизације у Словенији била је у саставу старе општине Идрија.

## Становништво
У попису становништва из 2011. године, Сподња Идрија је имала 1.501 становника.
| Број становника према пописима | Број становника према пописима | Број становника према пописима |
| ------------------------------ | ------------------------------ | ------------------------------ |
| 1991                           | 2002                           | 2011                           |
| 1.718                          | 1.860                          | 1.501                          |

Напомена: Године 1997. увећан за део насеља Сподња Каномља. Године 2006. умањено за део насеља који је припојен насељу Идрија. Године 2017. извршена је мања размена територија између насеља Печник и Сподња Идрија.

## Галерија
- хотел "Кендов дворец"
- панорама
- река Идријица